# Agadoo (album av Curt Haagers)
Agadoo är ett studioalbum från 1984 av det svenska dansbandet Curt Haagers. Det placerade sig som högst på 44:e plats på den svenska albumlistan.

## Låtlista
1. Agadoo (på svenska)
2. Guardian Angel
3. Change Partners
4. Silhuetter (Papirsklip)
5. Kvällens sista dans (Goodnight My Love)
6. Something Stupid
7. Det är dej som jag behöver (I Just Called to Say I Love You)
8. Angelina (på svenska)
9. Maria elena
10. Jag vill ännu en gång ge dej rosor
11. Livet (Ask Me)
12. Tyrolersemester
13. Il silenzio

## Listplaceringar
| Lista (1984) | Topplacering |
| ------------ | ------------ |
| Sverige      | 44           |